# Johannes Kepler
För andra betydelser, se Kepler.

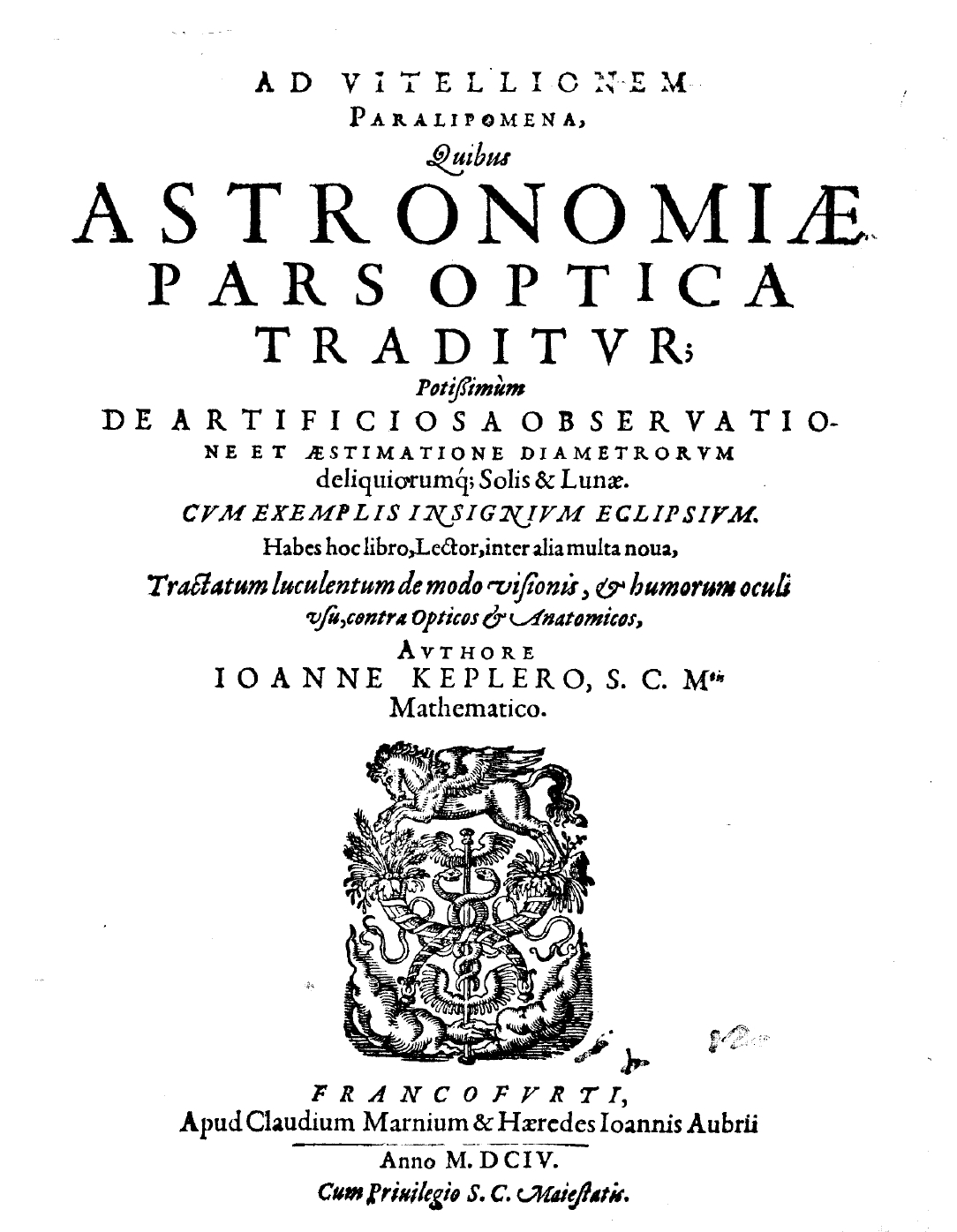
Astronomiae pars optica

Illustration av Keplers första och andra lag. 1. En planet har en elliptisk bana kring en stjärna som ligger i en av brännpunkterna. 2. Planetens hastighet varierar med avståndet från stjärnan så att vinkelarean (blått i bilden) under en given tid alltid är densamma.

Johannes Kepler (tyska: [joˈhanəs ˈkɛplɐ]; även Ioannes Keplerus), född 27 december 1571 i Weil der Stadt, död 15 november 1630 i Regensburg, var en tysk astronom, matematiker, mystiker och fysiker. Han efterträdde Tycho Brahe som kejserlig matematiker i Prag år 1601. När Kepler var ung skickades han till prästseminariet i Maulbronn. Hans föräldrar hade tänkt att han skulle utbilda sig till präst, men så blev det inte. Kepler började studera vid universitet i Tübingen 1589. Här blev han inspirerad av matematikprofessorn Michael Maestlin som var anhängare av den heliocentriska världsbilden som utformades av Nicolaus Copernicus i början på 1500-talet. 1591 tog han sin akademiska grundexamen och började sina studier för att bli präst. År 1594 började han själv arbeta som matematikprofessor i Graz. Här skrev han 1596 sitt första astronomiarbete, Det kosmografiska mysteriet (Prodromus diss. cosmographicarum, continens mysterium cosmographicum, tryckt i Tübingen samma år), där han försökte förklara sfärerna för Merkurius, Venus, Jorden, Mars, Jupiter och Saturnus. 1597 skrev Kepler ett brev till Tycho Brahe där han bad om dennes synpukter på hans teorier. Brahe såg Keplers begåvning och inbjöd Kepler att bli hans medhjälpare i hans astronomiska arbete.
På grund av religiösa oroligheter i Graz blev Kepler tvungen att lämna staden 1599 och tog då året därpå upp Brahe på hans inbjudan till Prag. Här blev Keplers uppgift att observera planeten Mars och pröva sina teorier om planetens sfär. Samarbetet med Tycho Brahe som inte var konfliktfritt avbröts genom Brahes död 1601, varefter Kepler efterträdde honom som hovastronom hos kejsar Rudolf II i Prag. Hans uppgift blev nu att beräkna nya planettabeller baserat på Brahes omfattande planetobservationer, som sträckte sig över en period av 35 år. Observationerna lades till grunden för Keplers viktigaste arbete Astronomia nova.. de motibus stellae Martis ex observationibus Tychonis Brahe som trycktes i Prag 1609. De viktigaste resultaten av denna undersökning var upptäckten av de två första av Keplers lagar. Under sin vistelse i Prag skrev Kepler även två arbeten om optik, Ad Vitellionem paralipomena (1609) och Dioptrice (1611). Han gav här för första gången en förklaring över ögat och seendet, och försökte, om än förgäves, att hitta en enkel lag för ljusbrytningen. Han lyckades dock beskriva den atmosfäriska refraktionen med värden som först för stora zenitdistanser avviker från de verkliga värdena, och framställde en fullständig teori för den efter honom uppkallade kikaren med regler för beräkning av linsers brännvidd och kikarens förstoring. De sista åren i Prag blev problematiska med ekonomiska bekymmer, hans lön utbetalades alltmer oregelbundet. Han valde dock att stanna kvar till Rudolf II:s död. Efterträdaren Mattias, lät Kepler behålla sitt matematikerämbete, Han valde dock att lämna Prag för att slå sig ned i Linz som landskapsmatematiker och lärare. I Linz fullbordade han 1619 sitt nästa stora verk Harmonice mundi (världsharmonin). I detta verk återgick han till den talmystik, som utmärkt hans första arbete och menade att planeternas rörelser och proportioner skulle återspegla musikaliska harmonier. Detta verk innehöll dock som ett resultat av bestående värde Keplers tredje lag. I sin lärobok Epitome astronomiae copernicanae (1618–1621) tillämpade Kepler sina lagar på samtliga planeter och månen. Särskilt visade han giltigheten över Keplers tredje lag för Jupiters månar. För månen upptäckte Kepler, oberoende av Tycho Brahe, den årliga ekvationen. Bland övriga arbeten under vistelsen i Linz märks Nova stereometria doliorum vinariorum (1615), ett rent geometriskt arbete rörande beräkning av vinfats volym, intressant därför att de av Kepler använda metoderna var förelöpare till infinitesimalkalkylen. Vidare utgav han De cometis libelli tres (1619), en avhandling om kometer, samt Chilias logarithmorum, som behandlade teorin för logaritmer. 1622 hade Kepler fått sitt kejserliga matematikerämbete bekräftat av den nye kejsaren Ferdinand II och arbetade ivrigt på de nya planettabellerna, som trycktes i Ulm 1627 under titeln Tabulae Rudolphinae, de Rudolfinska tabellerna. Dessa planettabeller, som ersatte de Pruteniska från 1551, förblev under 100 år de bästa existerande. Kejsaren utfäste sig nu att till Kepler utbetala en lön på 12.000 gulden och hänvisade honom till Albrecht von Wallenstein. Wallenstein kunde visserligen inte utbetala den utlovade summan men anställde Kepler som astrolog och lät honom 1628 bosätta sig i Sagan i Schlesien. Då den utlovade lönen för planettabellerna fortfarande uteblev, beslöt Kepler att resa till Regensburg för att inför den samlade riksdagen göra sin krav gällande. Omedelbart efter ankomsten till REgensburg insjuknade han och avled där. Sonen Ludvig utgav 1634 ett postumt arbete av Kepler, Somnium seu opus posthumum de astronomia lunari. Där skildrade Kepler i form av en dröm en resa till månen, redogjorde för hur de astronomiska företeelserna enligt det kopernikanska systemet tedde sig för en observatör på månen och beskrev månens geografi. Vid sidan av ovan nämnda arbeten utgav Kepler en mängd kalendrar (den första utkom 1595), som enligt tidens bruk även innehöll spådomar rörande vädret och andra händelser. Dessa förutsägelser slog från början tämligen väl in, vilket skaffade Kepler rykte som en framstående astrolog. Han var själv övertygad om planetkonstellationernas inflytande på jorden och människorna.
I oktober 1604 syntes en helt ny skinande stjärna på himlen, en av de tre supernovor man observerat i Vintergatan de senaste tusen åren. En elev gjorde Kepler uppmärksam på stjärnan och Kepler skrev en bok om den. Sannolikt tack vare boken blev Kepler ansedd som upptäckare och supernovan fick namnet Keplers stjärna.
Keplers lagar om himlakropparnas elliptiska rörelser hjälpte senare Isaac Newton att framställa sina teser om gravitationen. Han utvecklade även vintunnornas geometri.
Kepler var lika mycket mystiker som matematiker och astronom. Han producerade många idéer; en som han aldrig riktigt övergav var den att varje sfär i universums omkrets motsvarades av omkretsar som kunde fås fram genom en modell med de fem platonska kropparna inuti varandra. På Keplers tid kunde detta tjäna som en rimlig arbetshypotes eftersom sfärer är perfekta kroppar och det som sker på himlen är perfekt och inte besudlat av jordelivets tillkortakommanden.
Keplers grav i Regensburg förstördes redan år 1632 av den svenska armén under det trettioåriga kriget.

## Keplers lagar
När Kepler kom i kontakt med Tycho Brahe i Prag kunde han (efter mycket huvudbry och tungt beräkningsarbete) utifrån dennes extremt noggranna mätningar av planeternas läge komma fram till sina tre lagar.
Keplers första lag: Planetbanorna är ellipser med stjärnan i den ena brännpunkten. Tidigare hade man ansett att planeter rörde sig i cirkelbanor då cirkeln var den perfekta geometriska figuren.
Keplers andra lag: Varje planet rör sig längs sin elliptiska bana med en sådan hastighet att en linje från planeten till stjärnan alltid sveper över en lika stor area på samma tid.
Keplers tredje lag: Uttrycket {\displaystyle {\frac {T^{2}}{r^{3}}}=k} ger samma konstanta värde för alla planeter som snurrar runt stjärnan, där {\textstyle T} är planetens omloppstid och {\textstyle r} medelavståndet från stjärnan.
Med hjälp av dessa lagar kunde precisionen på astronomiska förutsägelser förbättras med upp till 10 gånger. Dessa tre lagar byggde sedan Isaac Newton vidare på och han förklarade orsaken till Keplers lagar med hjälp av gravitationsteorin (1687).

## Eftermäle
Nedslagskratern Kepler på månen och nedslagskratern Kepler på planeten Mars är uppkallade efter honom.
Asteroiden 1134 Kepler är uppkallad efter honom.
ESA:s Automated transfer vehicle, ATV-002 Johannes Kepler var och NASA:s rymdteleskop Kepler är uppkallade efter honom.